# Rasmus Gersch
Rasmus Gersch (* 12. Juli 1982 in Wuppertal) ist ein ehemaliger deutscher Handballspieler.

## Karriere
Gersch begann das Handballspielen in der Jugendabteilung vom THW Kiel. Anschließend spielte der Rückraumspieler in der Saison 2001/02 beim Oberligisten SV Mönkeberg. Im Sommer 2002 schloss er sich dem Zweitligisten TSV Altenholz an. Nachdem Gersch in der Saison 2006/07 mit 256 Treffern den zweiten Platz in der Torschützenliste der Nordstaffel der 2. Liga belegte, wechselte er zum Ligakonkurrenten Eintracht Hildesheim. Im Januar 2008 verließ er Hildesheim und schloss sich dem HC Empor Rostock an. Am Saisonende 2007/08 unterschrieb Gersch einen Vertrag beim Zweitligisten Ahlener SG. Nach zwei Jahren in Ahlen kehrte er zum TSV Altenholz zurück. Seit dem Sommer 2011 ging Gersch für den SV Henstedt-Ulzburg auf Torejagd. Mit dem SVHU stieg er 2012 in die 2. Bundesliga auf. Nachdem Henstedt-Ulzburg ein Jahr später wieder abgestiegen war, beendete er seine Karriere und wurde Rechtsanwalt. Gersch spielte ab 2014 wieder Handball und lief bis 2019 für den Oberligisten FC St. Pauli auf. In der Saison 2020/21 war er beim FC St. Pauli als Co-Trainer tätig.

## Privates
Sein Vater Frank spielte mit dem Verein TUSEM Essen, VfL Bad Schwartau und THW Kiel in der Handball-Bundesliga.